# Lungotevere in Augusta
Il lungotevere in Augusta è il tratto di lungotevere che collega piazza del Porto di Ripetta al ponte Regina Margherita, a Roma, nel rione Campo Marzio.
La zona in cui è sito il lungotevere è così chiamata per la presenza del Mausoleo di Augusto (in piazza Augusto Imperatore). Qui si trova l'Ara Pacis Augustae, custodita, dal 1970, da una teca. Tra le chiese scomparse, vi erano la Chiesa di San Biagio de Penna, la Chiesa di Santa Marina in Augusta e la Chiesa di San Tommaso de Vineis.
Nel 1959, nei giardini tra il lungotevere e la passeggiata di Ripetta è stato trasportato il monumento bronzeo al patriota Angelo Brunetti, Ciceruacchio, realizzato da Ettore Ximenes nel 1907 e un tempo sito al lungotevere Arnaldo da Brescia.